# Anything Goes (film 1956)
Anything Goes – amerykański film muzyczny z 1956 roku w reżyserii Roberta Lewisa, z udziałem Binga Crosby’ego i Donalda O’Connora.

## Fabuła
Dwóch przyjaciół występujących razem na scenie postanawia znaleźć aktorkę, która wspierałaby ich podczas spektakli.

## Obsada
- Bing Crosby jako Bill Benson
- Donald O’Connor jako Ted Adams
- Zizi Jeanmaire jako Gaby Duval
- Mitzi Gaynor jako Patsy Blair
- Phil Harris jako Steve Blair
- Kurt Kasznar jako Victor Lawrence
- Richard Erdman jako Ed Brent
- Walter Sande jako Alex Todd
- James Griffith jako Paul Holiday